# Plauzat
Plauzat é uma comuna francesa na região administrativa de Auvérnia-Ródano-Alpes, no departamento Puy-de-Dôme. Estende-se por uma área de 12,97 km². Em 2010 a comuna tinha 1 709 habitantes (densidade: 131,8 hab./km²).